# Victor dela Montagne
Victor Alexis dela Montagne (Antwerpen, 8 oktober 1854 – Sainte-Adresse, 19 augustus 1915) was een Nederlandstalige Belgische dichter en toneelschrijver.

## Biografie
Dela Montagne was een telg uit het Antwerpse geslacht De la Montagne. Hij is geboren te Antwerpen waar hij de lessen volgde aan het Atheneum en vervolgens werkzaam was in de boekdrukkerij van zijn vader, tot hij in 1880 ambtenaar werd in het Ministerie van Justitie te Brussel. Bij het uitbreken van de Eerste Wereldoorlog werd hij naar Le Havre gestuurd, waar hij een jaar later overleed.
- In 1875 debuteerde Dela Montagne met de bundel Onze strijd.
- Samen met Theophiel Coopman stichtte hij in 1878 het tijdschrift Nederlandsche Dicht- en Kunsthalle en gaf hij in 1880 de bloemlezing Onze dichters, 1830-1880 uit.
- In 1883 verscheen zijn bundel Gedichten, die intieme poëzie bevat en geïnspireerd is op liefde en natuur. Veel teksten daaruit werden op muziek gezet, o.m. door Cornelis Andriessen en Catharina van Rennes.
- Samen met M.E. van Bergen schreef hij het toneelstuk Anoniem (1880).
- In 1884 verscheen zijn verzameling Vlaamsche pseudoniemen.[2]

## Werken
- Onze strijd (1875)
- Iets vergeten (1879)
- Anoniem (1880)
- Onze dichters (1880)
- Gedichten (1883)
- Vlaamsche pseudoniemen (1884)
- Gedichten (1907)
- Gedichten (1913)